# Новая Поповка
Новая Поповка — посёлок в Сосновском районе Тамбовской области России. Входит в состав Зелёновского сельсовета.

## География
Новая Поповка расположен в пределах Окско-Донской равнины, в западной части района, на ручье Бирючий, при его впадении в реку Польной Воронеж.
Климат
Новая Поповка находится, как и весь район, в умеренном климатическом поясе, и входит в состав континентальной климатической области Восточно-Европейской равнины. В среднем в год выпадает от 350 до 450 мм осадков. Весной, летом и осенью преобладают западные и южные ветра, зимой — северные и северо-восточные. Средняя скорость ветра 4-5 м/с.

## История
Согласно Закону Тамбовской области от 17 сентября 2004 года № 232-З населённый пункт включен в состав образованного муниципального образования Зелёновский сельсовет.

## Население
| 2010 |
| ---- |
| 167  |

## Инфраструктура
Личное подсобное хозяйство.

## Транспорт
Через посёлок проходит автодорога «Тамбов — Шацк» — Сосновка — Староюрьево — Первомайский" — 2-е Левые Ламки Вырубово — Дмитриевка (идентификационный номер 68 ОП МЗ 68Н-046).